# Fosfor
 Ikke at forveksle med Lysstof.
Fosfor, også kendt som phosphor i fagsprog (på græsk betyder phôs lys og phoros betyder bærende, altså lys-bærende) er et grundstof med symbolet P og atomnummeret 15. Fosfor er meget reaktionsvilligt og findes ikke frit i naturen.
Fosfor er en vigtig brik i opbygningen af DNA og RNA og er desuden et essentielt stof for alle levende celler. Fosfor bruges også til fremstilling af gødning, hvilket er den vigtigste kommercielle anvendelse af grundstoffet.
Desuden finder man fosfor i sprængstoffer, nervegas, fyrværkeri, pesticider, tandpasta og vaskemidler.
Forbruget af fosfor er stærkt stigende og der forudses en global mangelsituation. Faktisk er det forkert at kalde det at forbruge fosfor, da fosfor stadig eksisterer som grundstof efter "brug". Noget fosfor bindes så stærkt i jordpartikler at planters rødder ikke kan optage dem, andet fosfor urineres til kloakken og sendes ud i havet. Mykorrhiza kan godt trække stærkt bundet fosfor ud af jordpartikler.

## Forskellige kemiske grundstof gitterstrukturer (allotropi)
Grundstoffet fosfor kan danne flere forskellige kemiske grundstof-gitterstrukturer:
- Hvidt fosfor, kaldes også gult fosfor - (P4) - opdaget af Hennig Brand i 1669 - eksisterer som molekyler dannet af fire atomer i en tetrahedral struktur. Hvidt fosfor kan selvantænde.
- Rødt fosfor - opdaget af Anton von Schrötter i 1845 - er et amorft netværk. Rødt fosfor er rimeligt stabilt.
- Violet fosfor - opfundet af Johann Wilhelm Hittorf i 1865. Fosforatomerne er på krystalformen monoklin eller rombohedral.
- Sort fosfor (inklusiv fosforén) - først syntetiseret i 1914 - har en flad 2D-bikubestruktur. Sort fosfor er en smalbåndshalvleder med et båndgab på ca. 0,29 eV.
- Blåt fosfor - bulet flad bikube gitterstruktur. Blåt fosfor blev opfundet i 2016 og bekræftet i 2018. Blåt fosfor er en halvleder med et båndgab på ca. 2 eV.

## Historie
Den tyske alkymist Hennig Brand opdagede fosfor i 1669 under bearbejdelse af urin. Urin indeholder ved et normalt stofskifte opløst fosfor. Mens han arbejdede i Hamborg prøvede Brand at destillere nogle salte ved at inddampe urin. Processen resulterede i et hvidt stof som lyste i mørke og brændte med en flot flamme. Det fik navnet phosphorus mirabilis.
Fosfor blev først kommercielt anvendeligt for tændstikindustrien i det 19. århundrede ved at destillere fosfordampe fra bundfældet fosfat, opvarmet i en retort. Tændstikker fra den tid som blev lavet med fosfor, var giftige og derved farlige for mennesker, hvilket resulterede i mord, selvmord og uheld i form af forgiftninger.

## Biologisk betydning
Stoffet indgår i dyrs celler og væv, fortrinsvis i form af fosfat (fosfolipider). 
To helt væsentlige forhold er baseret på fosfor:
- Energiformen ATP (adenosintrifosfat), hvor der foruden adenosin indgår tre energirige fosforbindinger, hvilket har betydning for leveringen af kemisk energi, som for eksempel ved funktionen af muskler
- Arvematerialet DNA er bl.a. opbygget af fosforbindinger. Desuden er alle nukleinsyrerne opbygget tilsvarende med fosfat.

Cellulære processer reguleres ofte ved hjælp af de regulerende molekylers indhold af fosfat, bl.a. i tænder. Mange proteiner slukker for deres aktivitet via fosforylering og defosforylering, ligesom mange cofaktorer, toxiner og andre giftstoffer indeholder fosfatgrupper. 

### Mennesket
Fosfor er af helt afgørende betydning for mennesket, og kroppens behov for fosfor dækkes igennem føden, med en maksimal anbefalet mængde på 70 mg pr. kg kropsvægt dagligt. Menneskelegemet indeholder i alt 800-1.200 g fosfor, hvoraf det meste (80-85 %) findes i skelettet, fordi det sammen med calcium benyttes til opbygning af knoglemasse.
Fosfor findes især i mælk, nødder, frugt og grønt (bælgplanter), hvede og ris. Nyrerne regulerer fosformængden ved at udskille overskydende mængder af stoffet med urinen og ved at tilbageholde fosfor, hvis der er mangel på det.

#### Sygdomstilstande
Mangel på fosfor kan give muskelsvaghed, og knoglesvind kan optræde, hvis stoffet mangler i længere tid. Manglen kan optræde hos for tidligt fødte og hos personer, hvor en tarmsygdom forhindrer optagelsen.
For meget fosfor i kroppen er også farligt, fordi calciummængden i blodet vil stige. Symptomet herfor kan f.eks. være kramper.

## Forholdsregler
Der findes mange organiske forbindelser, hvor fosfor indgår, og nogle af dem er meget giftige. Flourfosfat-estere er blandt de giftigste neurotoksiner, som man kender til. En stor del af de organiske fosfor-forbindelser er netop anvendt på grund af deres giftighed som i for eksempel pesticider og kemiske våben i form af neurotoksiner. De fleste uorganiske fosfatforbindelser er forholdsvis ugiftige og vigtige næringsstoffer for planter. En større tilstedeværelse af fosfater i miljøet kan medføre eutrofiering.
Den hvide fosfors allotropi bør altid opbevares i vand, da den udgør en alvorlig brandfare, fordi den ellers reagerer med ilten i luften. Ved håndtering bør man anvende en tang, for hvis fosfor kommer i kontakt med huden kan det forårsage alvorlige forbrændinger.
Når den hvide form af fosfor bliver udsat for sollys eller opvarmet i dens egen damp til 250oC, så transformerer den til den røde form af fosfor. Den røde form antænder ikke af sig selv og den er ikke ligeså farlig som den hvide form. Alligevel bør man håndtere det med forsigtighed, da den omdanner sig til den hvide form igen inden for nogle bestemte temperaturintervaller og udsender desuden giftige dampe bestående af fosforoxider, hvis man varmer det op.

## Eksterne links og henvisninger
1. ↑  "How the great phosphorus shortage could leave us all hungry. The Conversation, 2016". Arkiveret fra originalen 19. februar 2016. Hentet 21. februar 2016.
2. ↑  "The World Could Soon Run Out of a Crucial Resource And Nobody Is Talking About It. ScienceAlert 2019". Arkiveret fra originalen 7. oktober 2019. Hentet 7. oktober 2019.
3. ↑  Helmholtz-Zentrum Berlin für Materialien und Energie. (2018, October 15). Blue phosphorus mapped and measured for the first time. ScienceDaily Citat: "...The element phosphorus can exist in various allotropes and changes its properties with each new form. So far, red, violet, white and black phosphorus have been known...USA, performed model calculations to predict that "blue phosphorus" should be also stable. In this form, the phosphorus atoms arrange in a honeycomb structure similar to graphene, however, not completely flat but regularly "buckled."...semiconductor with a rather large band gap of 2 electron volts. This large gap, which is seven times larger than in bulk black phosphorus...In 2016, blue phosphorus was successfully stabilized on a gold substrate by evaporation. Nevertheless, only now we know for certain that the resulting material is indeed blue phosphorus..."
4. ↑  Parkes & Mellor 1939, s. 717
5. ↑  Schmundt, Hilmar (21 April 2010), "Experts Warn of Impending Phosphorus Crisis" Arkiveret 27. januar 2012 hos  Wayback Machine, Der Spiegel.

- Parkes, G. D.; Mellor, J. W. (1939). Mellor's Modern Inorganic Chemistry. Longman's Green and Co.